# Plecotus sardus
L'orecchione sardo (Plecotus sardus Mucedda, Kiefer, Pidinchedda, & Veith, 2002) è un pipistrello della famiglia dei Vespertilionidi endemico della Sardegna.

## Descrizione

### Dimensioni
Pipistrello di piccole dimensioni, con una lunghezza totale della testa e del corpo di 45 mm, l'avambraccio è lungo tra i 41 e i 42 mm, la coda circa 51 mm, il piede tra i 6,8 e i 7,7 mm e le orecchie tra i 37,5 e i 39 mm. Arriva a pesare 9,5 g.

### Aspetto
La pelliccia è lunga, fine e lanosa. Le parti dorsali sono bruno-grigiastre con la base dei peli marrone scura e la parte centrale biancastra, mentre le parti ventrali sono biancastre o marroni chiare con la base dei peli più scura. Il muso è conico, con un cuscinetto rotondo sul mento. Le orecchie sono enormi, ovali e unite sulla fronte da una sottile membrana cutanea. Il trago è lungo circa la metà del padiglione auricolare, affusolato e con l'estremità smussata. Le membrane alari sono marroni e attaccate posteriormente alla base del quinto dito dei piedi. La punta della lunga coda si estende leggermente oltre l'ampio uropatagio. Il calcar è lungo, leggermente curvato e con un piccolo lobo terminale. Il pene è cilindrico e con l'estremità appuntita, mentre l'osso penico è corto e a forma di Y. Queste ultime due caratteristiche sono diagnostiche nella distinzione dalle altre forme simpatriche.

## Biologia

### Alimentazione
Si nutre di insetti. Le abitudini di caccia non sone presentemente note.

### Distribuzione e habitat
L'orecchione sardo è conosciuto soltanto in tre località della Sardegna, nelle zone calcaree del Supramonte di Baunei nella provincia di Nuoro, attorno a Oliena in provincia di Nuoro, e ai piedi del Massiccio del Gennargentu fino al lago Omodeo.
Vive nei boschi in aree carsiche a media e bassa quota e vicino alla costa. Nidifica in grotte naturali, cavità ipogee e soffitte buie.

## Conservazione
L'orecchione sardo è minacciato principalmente dal riscaldamento globale, e in particolare da un aumento degli incendi attorno alle sue aree di nidificazione e da estremi di precipitazione e temperatura estive. Minacce secondarie includono l'interferenza umana diretta e le intrusioni di piccioni invasivi nelle aree di nidificazione.
Tra il 2003 e il 2020, la popolazione dell'orecchione sardo si è ridotta da 950 a 340 individui, un calo del 63,4%. La IUCN Red List dei vertebrati italiani, considerato l'areale limitato, la popolazione probabilmente piccola e la qualità del proprio habitat in declino, classifica P.sardus come specie in pericolo critico (VU).